# Celebes editore
La Celebes Editore  è stata una casa editrice italiana, con sede a Trapani.

## Storia
Nacque a Trapani negli anni '60 ad opera di  Costantino Petralia (morto nel 2010), docente di Storia e Filosofia al liceo Ximenes di Trapani e al liceo Garibaldi di Palermo. La casa editrice è rimasta in vita fino alla fine degli anni Settanta, rimanendo in quegli anni un riferimento per molti intellettuali siciliani e non.
Pubblicò testi di autori di nicchia come Carmelo Pirrera, Enrico Crispolti, Giuseppe Casarrubea, Mario Verdone, Rocco Fodale, Nat Scammacca, Aldo Capitini, Fabio Della Seta e il cubano Edmundo Desnoes.
Molti i volumi sulla critica letteraria e sull'arte, in particolare sul futurismo.